# 白石孝
白石 孝（しらいし たかし、1921年11月21日 - 2013年10月17日）は、日本の経済学者。慶應義塾大学名誉教授および杏林大学名誉教授。専門は国際経済学、国際貿易論。

## 経歴
1921年に東京市日本橋に生まれる。1934年に明治学院中等部に入学し、翌年に慶應義塾普通部に編入する。1941年に慶應義塾大学経済学部に進学し、岩田仭のゼミで指導を受ける。1943年に同大学を卒業し、同年に南貿汽船株式会社に入社、その後兵役に服す。1945年に慶應義塾大学旧制大学院に入学し、1947年に慶應義塾大学経済学部副手、1949年に同経済学部助教授、1958年に同商学部教授となる。1960年に経済学博士の学位を取得、1964年に慶應義塾志木高等学校校長を兼任する。1965年に慶應義塾常任理事となる。1975年に慶應義塾大学商学部長、同大学院商学研究科委員長となる。1987年に慶應義塾大学を定年退職、名誉教授となる。1967年に杏林大学社会学科学部長に就任し、後に杏林学園理事となる。
1935年に普通部に入学して以降50年以上慶應義塾と関わってきた典型的な慶應ボーイで、慶應義塾大学商学部設立以来30年間その中枢にいた商学部発展の功労者であることが退任記念号で述べられている。
学外でも国際経済学会の理事および常任理事、日本経済学会の連合理事および事務局長を務めた。

## 研究
白石は当時31歳の若き助教授だった岩田仭の国際経済学のゼミに所属し、岩田に強い影響を受ける。1940年に出版された岩田の『国際貿易論序説』（巌松堂）を読み、経済史における貿易論の位置づけについて学ぶ。1943年1月8日に岩田は33歳で逝去し、その後は岩田の友人であり同僚であった山本登の薫陶を受ける。永田清、金原賢之助にも指導を仰いだ。
その後兵役に服し、終戦後、荒廃した国土での生活、飢餓への不安から精神的に辛い日々を送っていた。三田キャンパスに戻ると焼け野原となっており、残ったのは塾監局と第一校舎だけであった。しかし、学問への郷愁を感じることができ、学問を志すことを決意する。
小島清と篠原三代平の間で「戦前の日本経済の発展に貿易がどんな役割を果たしたか」についての論争が展開されれ、白石もこれに参加した。白石は「交易条件の変動を説明するのには日本の貿易構造の検討が必要だと主張し、改めて歴史的に調べ、為替相場がこれに強くかかわっていることを指摘し」た。
和気洋子とともに理論経済学の研究を行った。

## 教育
白石研究会（ゼミ）は47期まで続き、卒業生の相互の交流も継続して行われた。白石ゼミの卒業生の東呉大学副教授（当時）の陳俊龍は、大変厳しいゼミだったが卒業後に大企業の社長になるなど社会で活躍するゼミ生が多く輩出されたと述べている。同氏は、夏休みの長野県の野尻湖でのゼミ合宿では、勉強に加えてソフトボール、水泳、バレーボール、焚き火を囲みながら歌を歌ったり課外活動も充実していたと述べている。
白石が27歳頃のときに最初の国際貿易論の講義では、白石の論文の『リカードの国際貿易論』に誤植があり「イギリスが布を生産する際の要素投入係数」と「ポルトガルがワインを生産する際の要素投入係数」の数字が入れ替わっており、貿易が行われないという状況になってしまった。汗をかきながら30分間立ち往生して、それでも見栄を張って「この例題では一見すると貿易が行われないように見えるかもしれないが、これから述べる原理によれば貿易が行われそこに利益が発生するのである」と言い切り、学生も素直に一緒に考えてくれ、学生と一緒に学ぶことができたというエピソードを披露している。

## 著書

### 単著
- 『国際貿易の基礎理論』（泉文堂、1949年）
- 『貿易政策要論』（泉文堂、1949年）
- 『現代貿易新講』（泉文堂、1952年）
- 『国際貿易論』（東洋経済新報社、1970年）
- 『経済革新と競争の世界―経済発展と対外投資―』（秀潤社、1976年）
- 『戦後日本通商政策史』（税務経理協会、1983年）
- 『戦後日本経済発展貿易政策史』（美徳文化社＜韓国＞、1984年）
- 『日本橋街並み繁昌史』（慶應義塾大学出版会、2003年）
- 『読んで歩いて日本橋―街と人のドラマ』（慶應義塾大学出版会、2009年）

### 共著・編著
- 『中国政治経済要覧』（一橋書房、1954年）
- 『日本の貿易政策』（有斐閣、1955年）
- 『国際不正競争の研究』（有斐閣、1955年）
- 『貿易』（有斐閣、1955年）
- 『日本貿易の計量的研究』（日本評論新社、1958年）
- 『講座国際経済』（有斐閣、1961年）
- 『欧州カルテルのアジアに及ぼす影響』（アジア経済研究所、1962年）
- 『日本経済と国際協力』（中央経済社、1965年）
- 『現代世界経済』（世界書院、1965年）
- 『総合経営管理』（河出書房、1968年）
- 『総合輸入対策の課題』（日本貿易会、1974年）
- 『国際化と企業内教育』（日本マネジメントスクール、1974年）
- 『多国籍企業の経済と経営』（日本経済調査協議会、1974年）
- 『わが国産業の国際競争対策の実態』（日本貿易会、1975年）
- 『国際経済の展望と新視点』（秀潤社、1976年）
- 『経済学通論』（税務経理協会、1980年）
- 『日本貿易会30年史』（日本貿易会、1980年）
- 『世界貿易の現状と見透し』（外務省経済局、1982年）
- 『アジア経済と地域研究』（東洋経済新報社、1986年）